# Coleophora cteis
Coleophora cteis é uma espécie de mariposa do gênero Coleophora pertencente à família Coleophoridae.